# Persoonia inconspicua
Persoonia inconspicua (лат.) — кустарник, вид рода Персоония (Persoonia) семейства Протейные (Proteaceae), эндемик юго-запада Западной Австралии.

## Ботаническое описание
Persoonia inconspicua — прямостоячий, часто раскидистый куст высотой 0,5-2,5 м с гладкой корой и густо опушёнными молодыми ветками в течение первых 1-2 лет. Молодые листья густо опушённые. Листья расположены попеременно, линейные, более или менее цилиндрические, 20-65 мм в длину и 0,7-1,3 мм в ширину, с бороздками на нижней поверхности. Цветки обычно расположены поодиночке или парами на коротком цветоносее, каждый цветок расположен на опушённой цветоножке длиной 1-2,5 мм. Листочки околоцветника зеленовато-жёлтые, покрытые снаружи опушкой, длиной 8-10,5 мм с белыми пыльниками, которые изгибаются наружу около их кончиков. Цветение происходит с июня по сентябрь. Плод представляет собой гладкую костянку.

## Таксономия
Впервые вид был официально описан Питером Уэстоном в 1994 году в журнале Telopea из образцов, собранных австралийским ботаником Полом Уилсоном к северу от Булфинча в 1970 году.

## Распространение и местообитание
P. inconspicua — эндемик Западной Австралии. Растёт на пустошах и в лесах окрестностей озера Коукоуинг, горы Джексон, горы Королевы Виктории и озера Джонстон, в биогеографических регионах Эйвон-Уитбелт, Кулгарди и Малли.

## Охранный статус
Вид классифицируется как «не находящийся под угрозой исчезновения» Департаментом парков и дикой природы Западной Австралии.